# Kerry Baptiste
Kerry Baptiste (ur. 1 grudnia 1981 w Carenage) – trynidadzko-tobagijski piłkarz występujący na pozycji napastnika. Zawodnik klubu North East Stars.

## Kariera klubowa
Baptiste karierę rozpoczynał w 2000 roku w zespole San Juan Jabloteh. Przez 7 sezonów gry dla tego klubu, zdobył z nim 2 mistrzostwa Trynidadu i Tobago (2002, 2003), Puchar Trynidadu i Tobago (2005), Puchar Ligi Trynidadzko-Tobagijskiej (2003), a także wygrał rozgrywki CFU Club Championship (2003).
W 2007 roku Baptiste odszedł do Joe Public FC. W tym samym roku, a także dwa lata później wygrał z nim puchar kraju. W 2009 roku wraz z zespołem wywalczył także mistrzostwo kraju. W 2011 roku przeszedł do amerykańskiego zespołu FC Tampa Bay z ligi NASL, stanowiącej drugi poziom rozgrywek. Spędził tam 2011, w ciągu którego rozegrał tam 5 spotkań.
Na początku 2012 roku Baptiste wrócił do Trynidadu i Tobago, gdzie został graczem klubu T&TEC SC. Występował też w North East Stars, San Juan Jabloteh, Centralu oraz ponownie w North East Stars.

## Kariera reprezentacyjna
W reprezentacji Trynidadu i Tobago Baptiste zadebiutował w 2003 roku. 7 października 2006 roku w wygranym 5:0 towarzyskim spotkaniu z Saint Vincent i Grenadynami strzelił pierwszego gola w drużynie narodowej.
W 2007 roku został powołany do kadry na Złoty Puchar CONCACAF. Zagrał na nim w meczach z Salwadorem (1:2), Stanami Zjednoczonymi (0:2) i Gwatemalą (1:1), a Trynidad i Tobago zakończył turniej na fazie grupowej.